# 脏数据
从广义上看，脏数据是指没有进行过数据预处理而直接接收到的、处于原始状态的数据；从狭义上看，是不符合研究要求，以及不能够对其直接进行相应的数据分析。
脏数据依据不同的分析目的有不同的定义，如在常见的数据挖掘工作中，脏数据是指不完整、含噪声、不一致的数据；而在问卷分析中，脏数据则是指不符合问卷要求的数据。